# Filipe V de Espanha
Filipe V (Versalhes, 19 de dezembro de 1683 – Madrid, 9 de julho de 1746), apelidado de o Animoso e Rei Anfíbio, foi o Rei da Espanha em duas ocasiões diferentes, primeiro de 1700 até sua abdicação em janeiro de 1724 em favor de seu filho Luís I, e depois ao assumir o trono novamente em setembro de 1724 até sua morte. A soma de seus dois reinados, 45 anos e 21 dias, é a mais longa da história da monarquia espanhola.
Nascido na família real francesa como "Filipe de Anjou" durante o reinado do avô Luís XIV, o "Rei Sol", ele era o terceiro na linha de sucessão ao trono francês depois do pai, o Delfim da França, e irmão mais velho, o Duque da Borgonha. Não se esperava que Filipe se tornasse um monarca, mas seu tio-avô Carlos II de Espanha morreu sem descendentes, ao passo que o pai de Filipe tinha uma forte reivindicação ao trono espanhol através da mãe Maria Teresa, nascida uma princesa espanhola e meia-irmã de Carlos II. Entretanto, como o pai de Filipe e seu irmão mais velho não podiam perder seu lugar na sucessão francesa, ele foi nomeado sucessor de Carlos. Em 1700, Filipe sucedeu seu tio-avô, tendo sido o primeiro monarca espanhol da Casa de Bourbon. 
Como a união da França e da Espanha sob um único monarca poderia desequilibrar o poder na Europa, as demais potências do continente tramaram para impedir sua ascensão ao trono. Estes esforços ocasionaram a Guerra da Sucessão Espanhola, que perdurou por catorze anos, terminando apenas com a assinatura do Tratado de Utrecht, que proibia que os dois reinos fossem unidos. Embora sua ascensão ao trono tenha sido marcada pela guerra de sucessão, Filipe V instigou muitas reformas importantes na Espanha, principalmente a centralização do poder da monarquia e a supressão de privilégios regionais, por meio dos Decretos do Novo Plano, bem como a reestruturação da administração do Império Espanhol na Península Ibérica e suas regiões ultramarinas. No entanto, seu reinando também seria recordado pela vasta perda de territórios para a Áustria e Saboia, especialmente os Países Baixos e a possessões espanholas na Itália (Nápoles, Sardenha e Sicília), e pela instável saúde mental de Filipe V, que sofria de depressão grave e transtorno bipolar.

## Personalidade

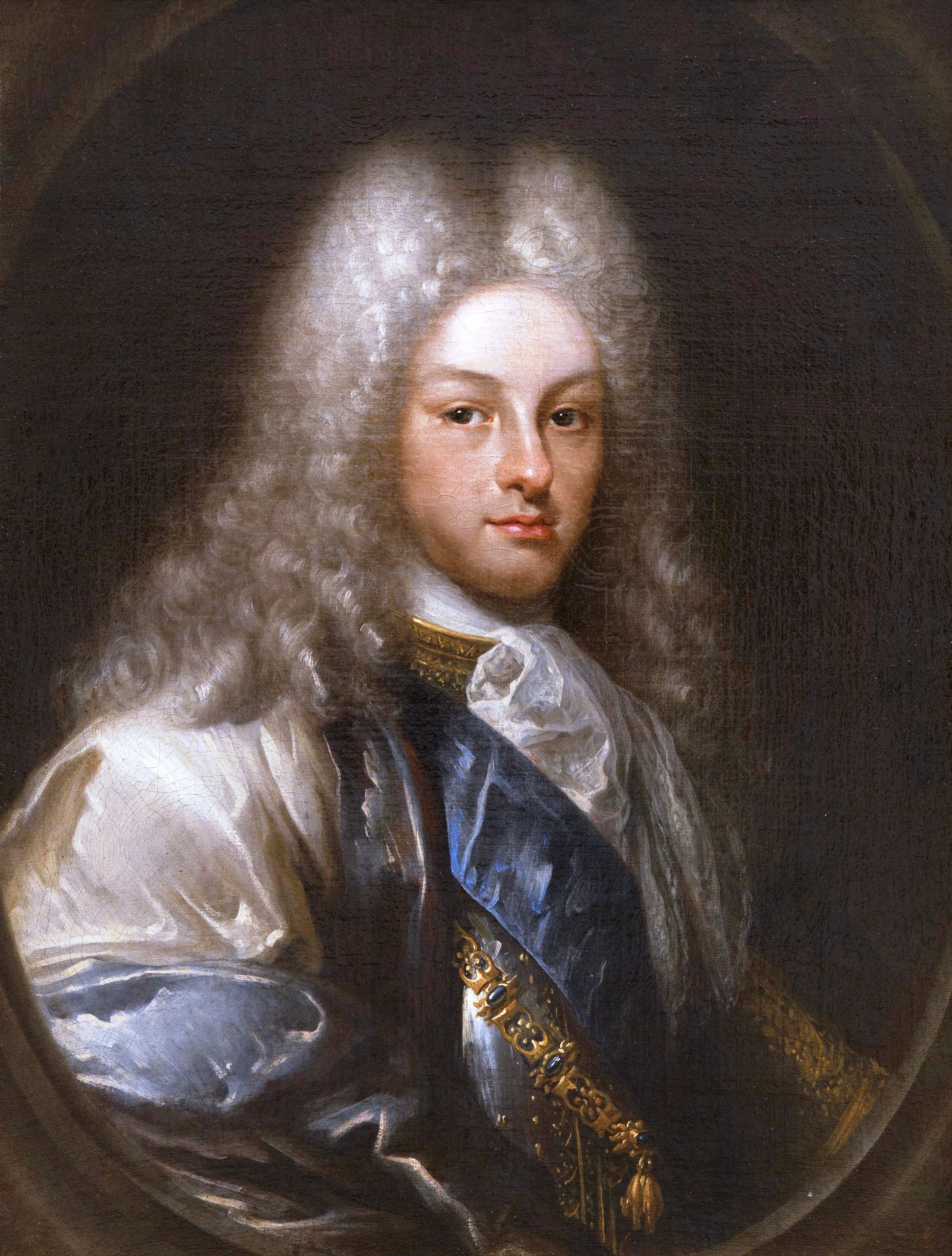
Filipe V (Miguel Jacinto Meléndez, c. 1718-1722)

Sobre Filipe, sua tia-avó a Duquesa de Orleães escreveu:

Ele parece austríaco, com a boca sempre aberta, já lhe disse isso milhares de vezes. Quando você o alerta, ele a fecha, porque é muito dócil, mas assim que você lhe da as costas ele tem-na aberta outra vez... Se o colocássemos diante de cem bocas de fogo dizendo-lhe "fique aí", ele se manteria firme como uma parede. Por outro lado, se uma das pessoas com quem ele está acostumado lhe dissesse: “Saia daí”, ele iria embora. Ele não tem confiança em si. Tudo o que você manda ele fazer, ele faz, mas nada mais.

A chegada do jovem e vigoroso Filipe à Espanha trouxe consigo um sentimento de renovação aos espanhóis apáticos ao seu predecessor, o rei Carlos II, da Casa de Habsburgo, malformado e enfermo. Segundo Francisco Alonso-Fernández, Filipe chegou para substituí-lo com muitas virtudes: era bonito, falava devagar e alto, era contra a inquisição, era doce, simples e tímido. E o mais importante: "Havia se tornado um verdadeiro espanhol".
O embaixador francês na Espanha, Louis de Rouvroy, Duque de Saint-Simon, destacou que "Filipe V, Rei da Espanha, tem um grande senso de retidão, um grande patrimônio, é muito religioso, tem muito medo do diabo, não tem vícios e não os permite naqueles que o cercam".
No entanto a historiadora francesa Janine Fayard afirmou que "O escritório o entediava, ele não sabia como se divertir e no final da vida esse tédio o levaria a afundar-se na inércia total, prisioneiro de uma profunda melancolia patológica. Somente a guerra o tirou brevemente de sua apatia congênita, o que lhe rendeu o apelido de 'o Animoso'. Toda a sua vida foi dominada pela família. Logo surgiram desenhos animados alusivos. Uma delas o mostra guiado pelo Cardeal Portocarrero e pelo embaixador francês, Henri Harcourt , com esta inscrição: "Vai, criança, vai porque o cardeal ordena".
Assim como o avô, Luís XIV de França, Filipe era um amante do sexo, o que muitos historiadores aceitam ser uma 'herança' da Casa de Bourbon. O rei estava tão apaixonado por sua primeira esposa, Maria Luísa de Saboia, e tão carente afetivo e sexualmente que chegou a ter relações sexuais com a esposa doente de tuberculose, "até o último momento, quando ela era a coisa mais próxima de um cadáver".

## Início de vida

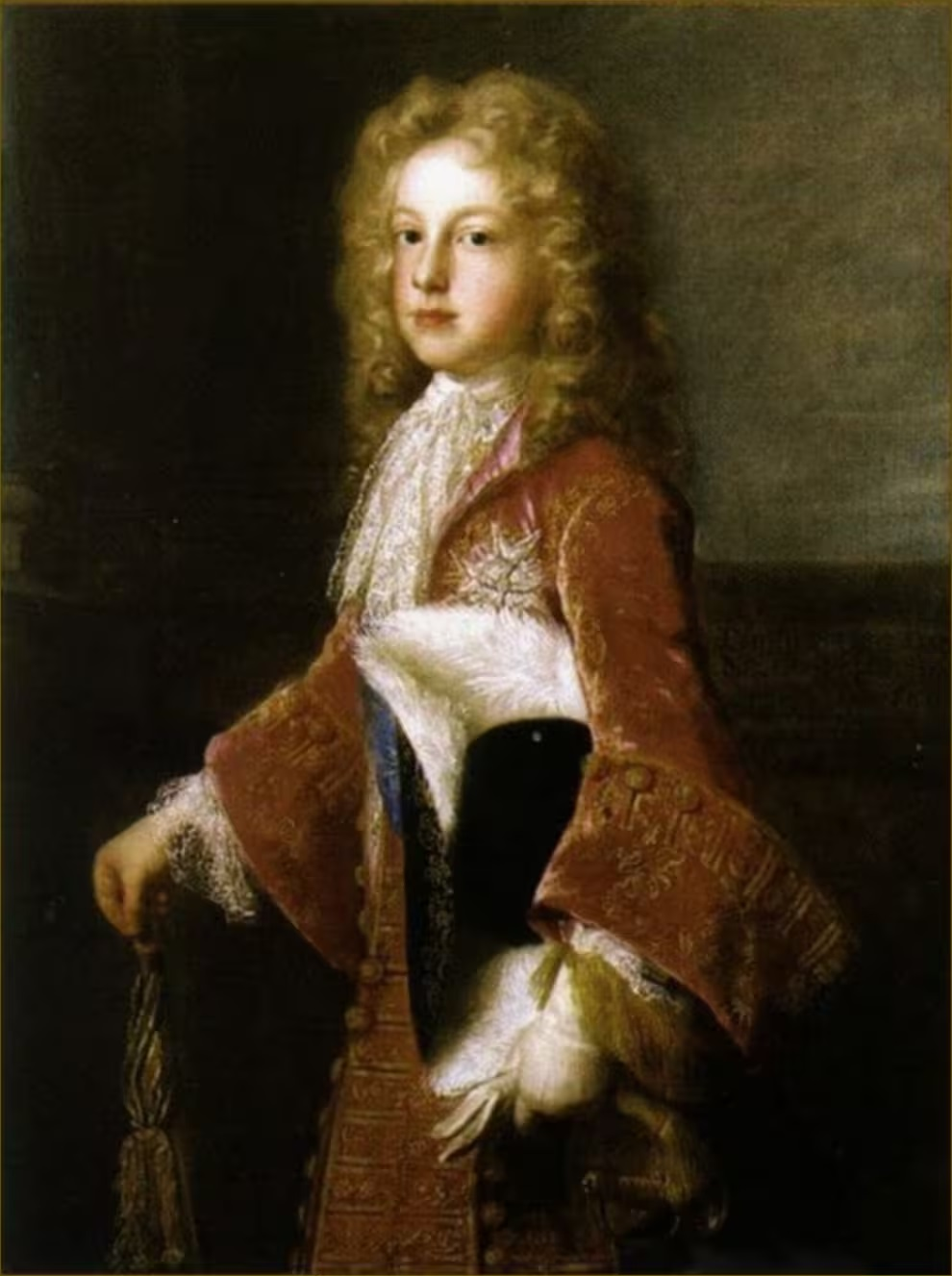
Filipe, Duque de Anjou (François de Troy, 1696)

Filipe de Anjou nasceu em 19 de dezembro de 1683, no Palácio de Versalhes, na França, como o segundo filho de Luís, Delfim da França, primogénito de Luís XIV e herdeiro do trono da França, e de sua esposa Maria Ana Vitória da Baviera. Foi batizado no dia de seu nascimento por Emmanuel-Théodose de La Tour d'Auvergne, Cardeal de Bouillon e por Nicolas Thibault, padre da Igreja de Saint-Julien em Versalhes, na presença de seu avô, o rei Luís XIV, e seu tio-avô, Filipe, Duque de Orleães.
Ele viveu seus primeiros anos sob a supervisão da governanta real Louise de Prie e, depois, foi tutelado com seus irmãos, Luís e Carlos, por François Fénelon, Arcebispo de Cambrai. Os três irmãos também foram educados por Paul de Beauvilliers.
Sua mãe, Maria Ana Vitória, morreu quando Filipe tinha apenas sete anos. Seu pai decidiu se casar secretamente com uma mulher plebeia, Marie Émilie de Joly de Choin, e, portanto, vivia longe da corte francesa. No entanto, Filipe continuou a viver com os irmãos e o avô em Versalhes. Luís XIV nutria tanto afeto pelo neto que muitos na corte passaram a pensar que o rei estaria interessado em que ele o sucedesse, pulando a linha hereditária.

## Reivindicação ao trono espanhol

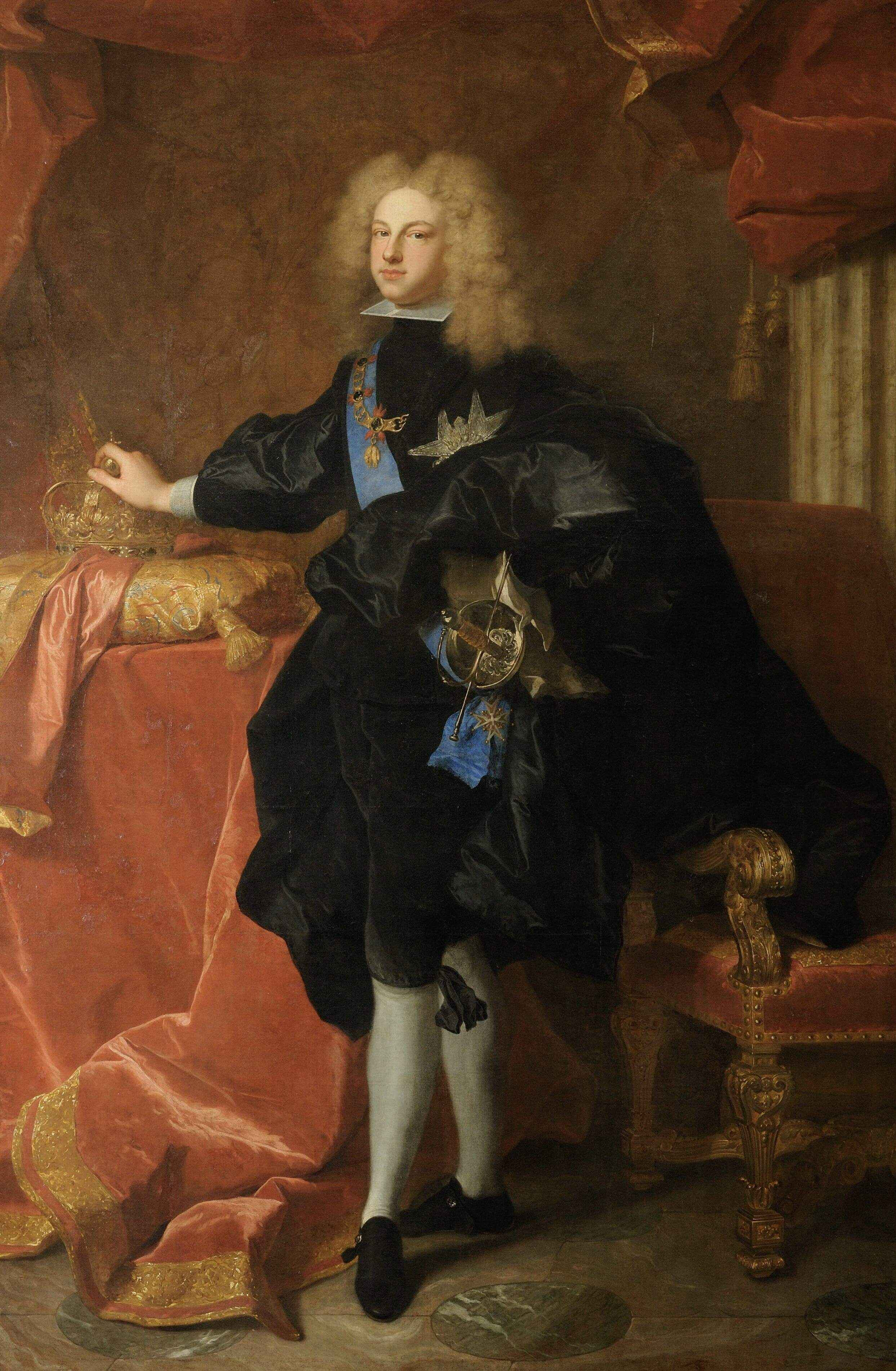
Filipe V (Hyacinthe Rigaud, 1701)

Em 1700, o rei Carlos II de Espanha, o último Habsburgo a governar a Espanha, morreu sem filhos. Seu testamento nomeou Filipe, neto da meia-irmã de Carlos, Maria Teresa, esposa de Luís XIV, como sucessor. Em caso de possível recusa, a coroa da Espanha seria oferecida ao irmão mais novo de Filipe, o Duque de Berry, e, depois, ao arquiduque Carlos da Áustria.
Filipe tinha a reivindicação mais forte ao trono, porque sua avó e bisavó eram primogénitas de reis da Espanha. No entanto, os austríacos sustentaram que a avó de Filipe havia renunciado ao trono espanhol para si e seus descendentes como parte de seu contrato de casamento. Essa renúncia dependia do pagamento de seu dote. A reivindicação francesa à Espanha se devia ao fato de o dote nunca ter sido pago. Além disso, enquanto Filipe tinha uma reivindicação remota ao trono da França, o arquiduque Carlos era o primeiro na linha de sucessão ao trono austríaco e sua ascensão e potencial união das coroas da Espanha e Áustria desestabilizaria o equilíbrio de poderes na Europa.

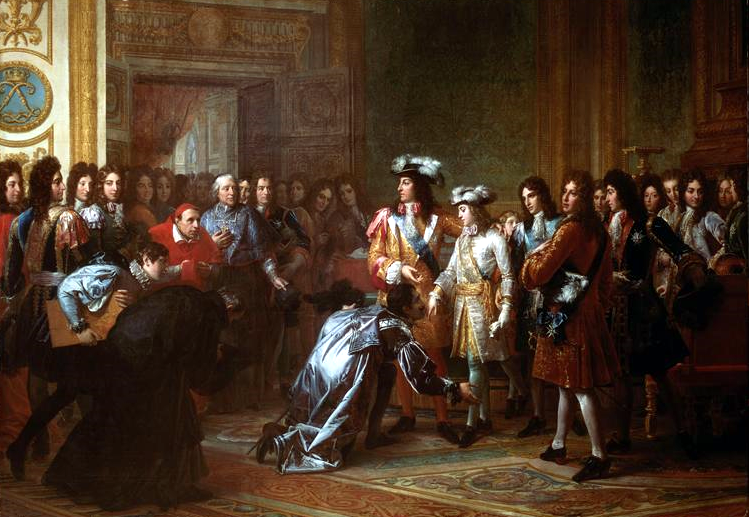
Proclamação de Filipe, Duque de Anjou como Rei da Espanha no Palácio de Versalhes

Após uma longa reunião do Conselho Real na França, na qual o Delfim renunicou seus direitos direitoss em favor do filho, foi acordado que Filipe ascenderia ao trono e, ao fazê-lo, perderia sua reivindicação e a de seus herdeiros ao trono da França. O Conselho Real decidiu aceitar as disposições do testamento de Carlos II nomeando Filipe como rei da Espanha. Em 16 de novembro de 1700, Luís XIV anunciou na corte espanhola que aceitava o testamento de seu primo, irmão e sobrinho. Ele então apresenta seu neto de dezessete anos à corte com estas palavras: "Senhores, aqui está o Rei da Espanha". Então ele disse ao neto: "Comporte-se bem na Espanha, que é seu primeiro dever agora, mas lembre-se de que você nasceu na França, para manter a união entre nossas duas nações, esta é a maneira de fazê-las felizes e preservar a paz da Europa."

## Guerra da Sucessão Espanhola

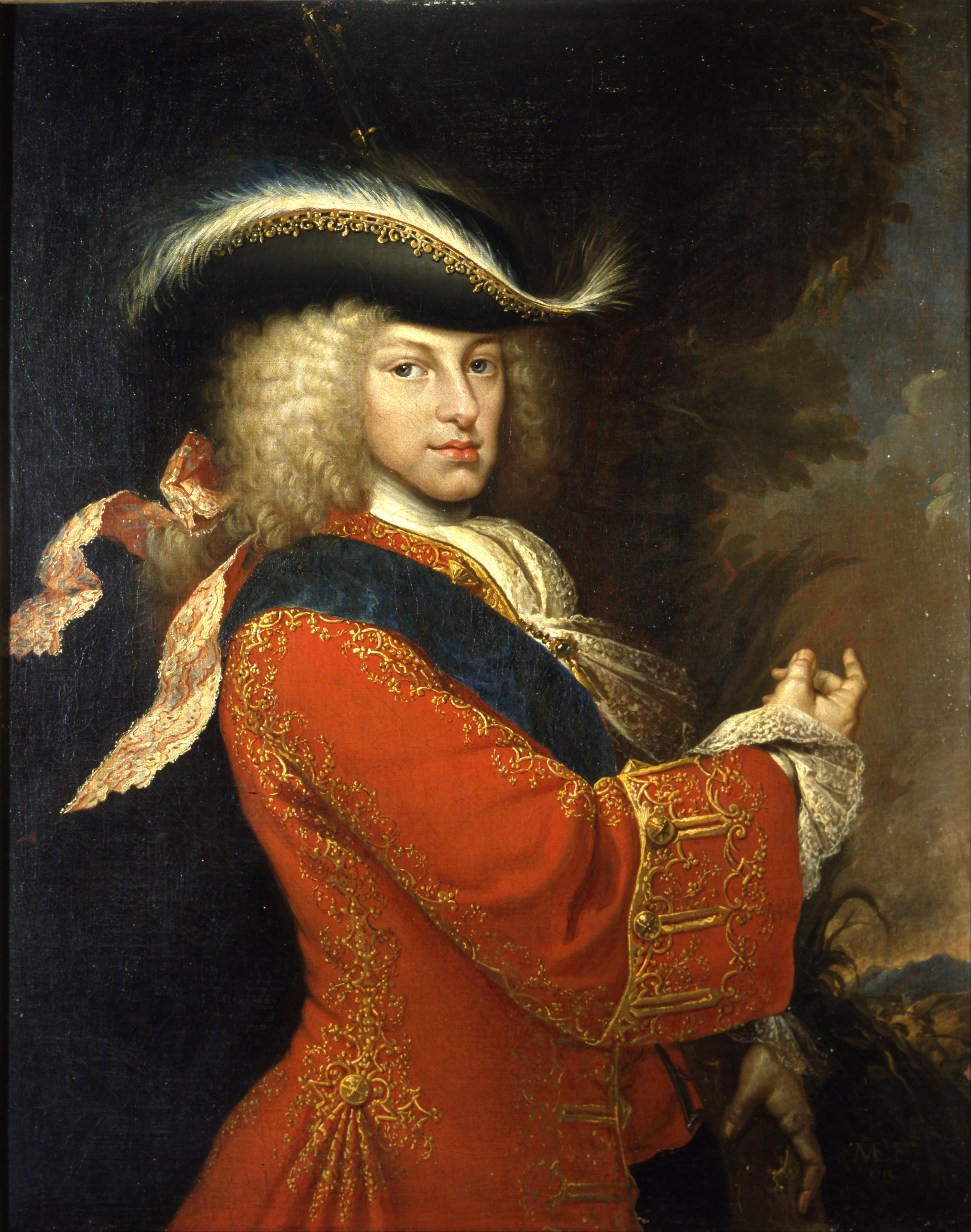
Filipe em traje de caça (Miguel Jacinto Menéndez, 1712)

Em dezembro de 1700, Luís XIV emitiu cartas patentes para Filipe, antes do neto deixar a França, preservando seu status como régnicole (um francês natural) e, por extensão, sua reivindicação ao trono francês, apesar de sua saída permanente da França. Os documentos concederam ainda aos herdeiros masculinos de Filipe o status de régnicoles e, portanto, príncipes franceses, independente de nascimento no exterior.
À vista disso, temendo uma união das coroas francesa e espanhola sob um único monarca, o desequilibraria os poderes na Europa o Reino da Grã-Bretanha, os Países Baixos e a Áustria reagiram imediatamente invalidando a reivindicação de Filipe ao trono da Espanha em favor do arquiduque Carlos da Áustria, uma movimentação que fez eclodir a Guerra da Sucessão Espanhola.
Dentro da Espanha, a Coroa de Castela apoiou Filipe de França. Por outro lado, o sentimento antifrancês era forte em Aragão e alguns membros de sua nobreza se uniram a Carlos da Áustria, filho de Leopoldo I, Sacro Imperador Romano-Germânico e pretendente ao trono espanhol por herança de sua avó Maria Ana da Espanha. O apoio do imperador influenciou uma parcela significativa da população espanhola a apoiar o arquiduque.
A guerra foi centrada na Espanha e na Europa centro-oeste, especialmente nos Países Baixos, com outros combates importantes em regiões da Alemanha e na Itália. O príncipe Eugênio de Saboia e John Churchill, 1.º Duque de Marlborough, se destacaram como comandantes militares em campanhas nessa guerra. Na América do Norte colonial, o conflito ficou conhecido pelos colonos ingleses que lutaram contra as forças francesas e espanholas como Guerra da Rainha Ana. Ao longo dos combates, cerca de 400.000 pessoas foram mortas.
Foi durante com essa guerra que, a partir de 1707, Filipe emitiu os Decretos do Novo Plano, que centralizaram o domínio espanhol sob o modelo político e administrativo castelhano e, no processo, aboliram as cartas de todos os reinos administrados independentemente na Espanha, mais notavelmente a Coroa de Aragão, que apoiava o arquiduque Carlos da Áustria no conflito, exceto o Reino de Navarra e o País Basco, que apoiaram Filipe na guerra pelo trono espanhol e mantiveram seu autogoverno semiautônomo. A política de centralização teve como modelo o Estado francês sob Luís XIV e foi fortemente apoiada por políticos como Joseph de Solís e o filósofo político sardo Vicente Bacallar.

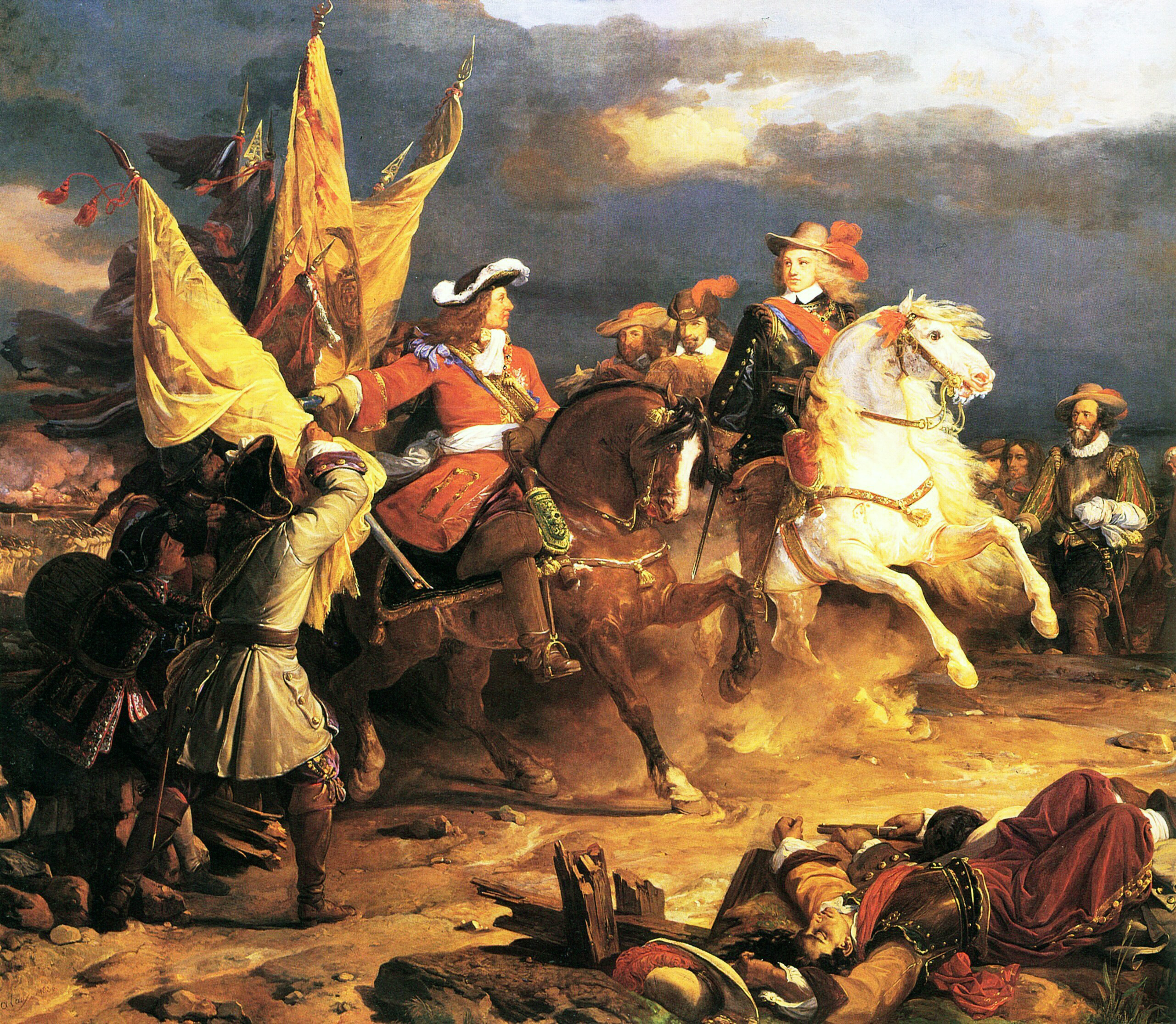
Filipe na Batalha de Villaviciosa em 10 de dezembro de 1710

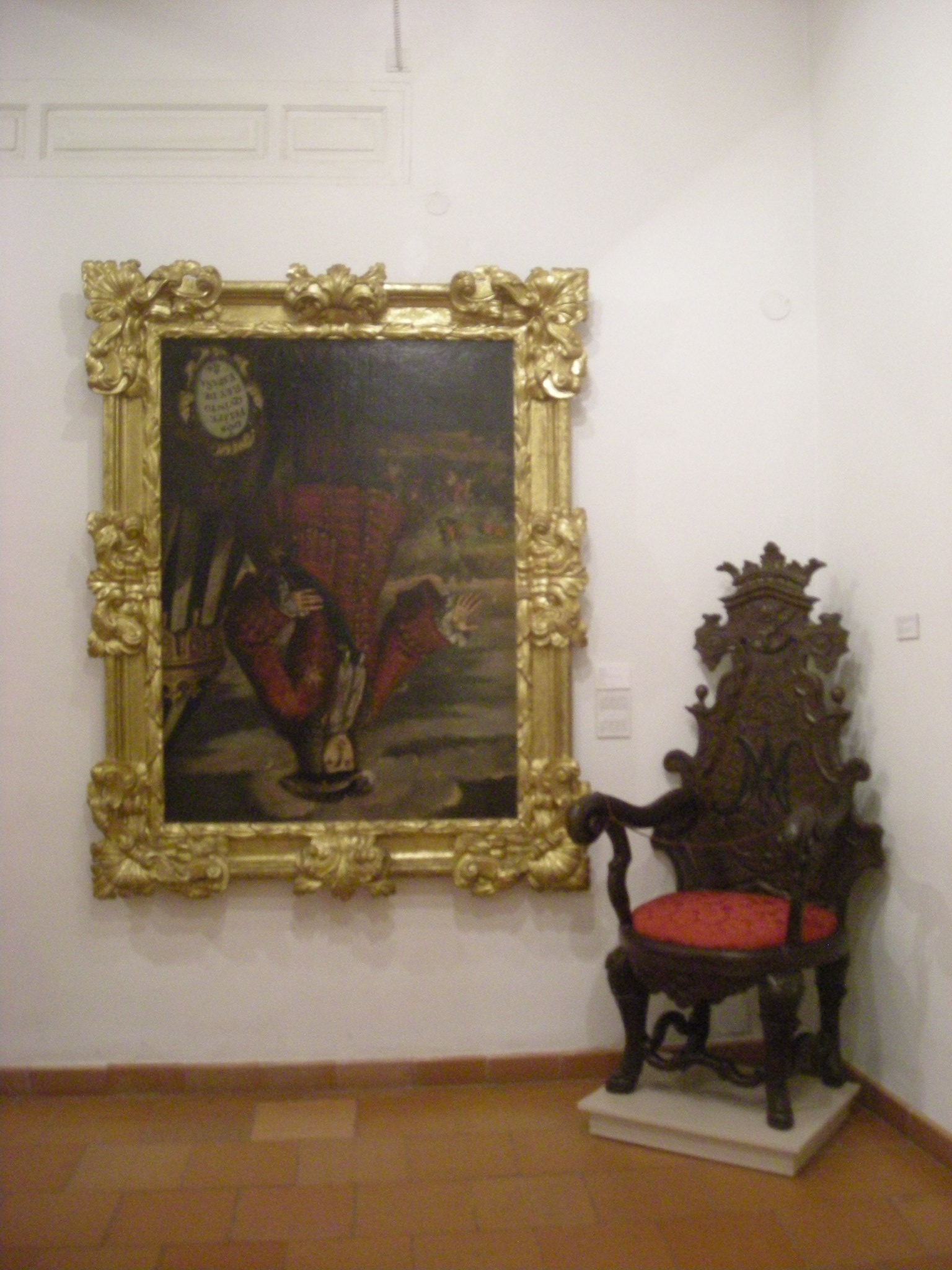
Retrato de Filipe V na cidade de Xàtiva. A tela está de cabeça para baixo em sinal de protesto do rei ter incediado a cidade durante a Guerra da Sucessão.

Por fim, Filipe concordou em renunciar ao seu direito de sucessão à França sob uma condição: a introdução da lei semi-sálica na Espanha. Sob esta lei, a sucessão à coroa espanhola era limitada a toda a sua linhagem masculina antes que pudesse passar para qualquer mulher, um requisito deixado claro aos aliados durante as negociações preliminares de paz. O propósito disto pode ter sido garantir que Filipe e seus herdeiros masculinos, que em circunstâncias normais herdariam o trono francês caso a linhagem masculina de Luís, Duque da Borgonha fosse extinta, sempre teriam um trono para ocupar em seu lugar. Foi somente quando as potências concordaram com as demandas de Filipe que os conflitos cessaram. Pelos termos do Tratado de Utrecht (1713), que concluiu a guerra, Filipe foi reconhecido como rei da Espanha, mas foi forçado a ceder Menorca e Gibraltar à Grã-Bretanha, os Países Baixos Espanhóis, Nápoles, Milão, e Sardenha aos Habsburgos austríacos e a Sicília aos Saboia. Para garantir ainda mais a remoção de Filipe e dos seus herdeiros da sucessão francesa, as cartas patentes emitidas pelo seu avô para preservar a sua pretensão ao trono, apesar da sua ausência do país, foram revogadas pelo Parlamento de Paris.
Essas perdas diminuíram muito o Império Espanhol na Europa, que já estava em declínio. Ao longo de seu reinado, Filipe procurou reverter esse declínio, tentando anular os termos do Tratado de Utrecht e restabelecer as reivindicações espanholas na Itália, desencadeando a Guerra da Quádrupla Aliança (1718–1720), na qual a Espanha lutou contra uma coalizão de quatro grandes potências. A França, sob a regência de Filipe II, Duque de Orleães, mais tarde se juntou a essa coalizão, pois a Casa de Orleães tinha um forte interesse em manter Filipe e seus descendentes fora da linha de sucessão. Sem aliados, Filipe V foi forçado a pedir a paz.

## Abdicação
Em 14 de janeiro de 1724, Filipe abdicou do trono espanhol para seu filho mais velho, Luís, de dezessete anos. Como a abdicação ocorreu pouco mais de um mês após a morte do Duque de Orleães, que havia sido regente de Luís XV de França, muitos na época acreditavam que era uma tentativa de Filipe de contornar o Tratado de Utrecht, que proibia a união das coroas francesa e espanhola, permitindo-lhe, portanto, reivindicar a primeira caso seu jovem sobrinho morresse sem filhos. No entanto, a verdadeira razão para a abdicação foi que Filipe, que exibiu muitos elementos de instabilidade mental durante seu reinado, não desejava mais governar devido ao seu crescente declínio mental. Luís morreria em 31 de agosto em Madrid de varíola, tendo reinado apenas sete meses e não deixando descendentes. Seis dias depois, após muita persuasão, Filipe foi restaurado ao trono espanhol, de modo a evitar uma regência para seu segundo filho, Fernando, que tinha apenas dez anos na época.

## Segundo reinando

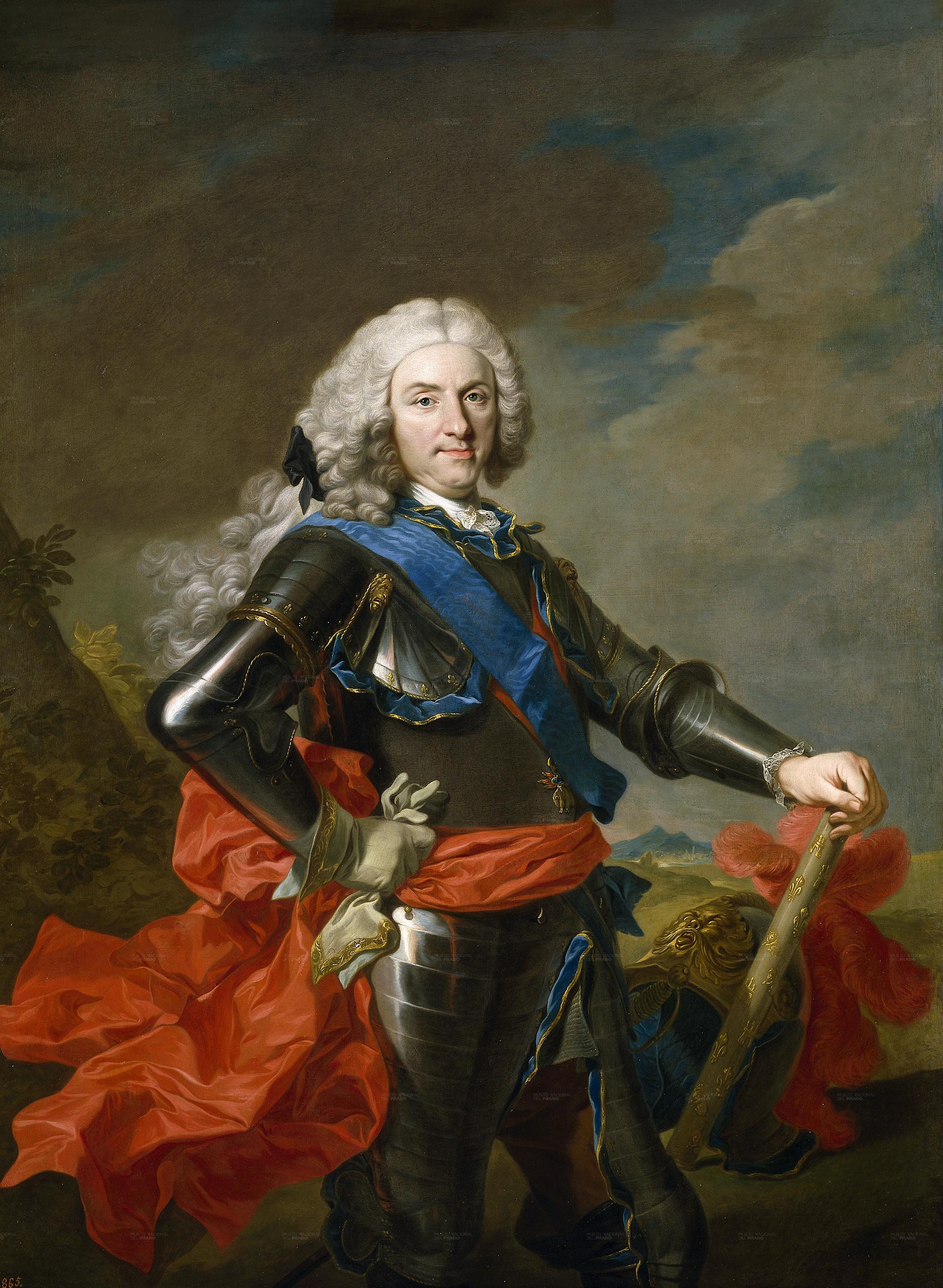
Filipe V de Espanha (Louis-Michel van Loo, c. 1739)

Filipe ajudou seus parentes Bourbon a obter ganhos territoriais na Guerra da Sucessão Espanhola e na Guerra da Sucessão Austríaca, reconquistando Nápoles e Sicília da Áustria e Orã dos Otomanos. Finalmente, no final de seu reinado, as forças espanholas defenderam seus territórios na América do Norte de uma grande invasão britânica durante a Guerra da Orelha de Jenkins (1739–1748).
Durante o reinado de Filipe, a Espanha começou a se recuperar da estagnação que havia sofrido durante o crepúsculo da dinastia espanhola dos Habsburgos. Embora a população da Espanha tenha crescido, os sistemas financeiro e tributário eram arcaicos e o tesouro tinha déficits. O rei empregou milhares de servidores altamente pagos em seus palácios; não para ajudar a governar o país, mas para cuidar da família real. Enquanto isso, o exército e a burocracia passaram meses sem pagamento. Foram apenas as remessas de prata do Novo Mundo que mantiveram o sistema funcionando. A Espanha suspendeu os pagamentos de sua dívida em 1739; efetivamente declarando falência.
Na última década de seu reinado, Filipe passou por crises de depressão maníaca e foi cada vez mais vítima de uma profunda melancolia. Durante este período, sua segunda esposa, Isabel Farnésio, parece ter se dedicado exclusivamente a cuidar de sua saúde. A partir de agosto de 1737, sua doença mental foi aliviada pelo cantor castrato Farinelli, que se tornou o "Músico de Câmara de Suas Majestades". Farinelli cantava oito ou nove árias para o rei e a rainha todas as noites, geralmente com um trio de músicos.

## Morte
Filipe foi atingido por um derrame e morreu em 9 de julho de 1746, no Palácio do Bom Retiro, em Madrid, mas foi enterrado em seu palácio favorito, o Palácio Real de La Granja de San Ildefonso, perto de Segóvia. Foi sucedido por Fernando VI, filho do seu primeiro casamento com Maria Luísa de Saboia.

## Legado
Os historiadores geralmente são pouco simpáticos com o reinado de Filipe de Bourbon. Michael Lynch diz que Filipe V avançou o governo apenas marginalmente sobre o de seus predecessores e foi mais passivo do que Carlos II. Quando surgia um conflito entre os interesses da Espanha e da França, ele geralmente favorecia a França natal. No entanto, Filipe fez algumas reformas no governo e fortaleceu as autoridades centrais em relação às províncias. O mérito se tornou mais importante, embora a maioria das posições seniores ainda fosse para a aristocracia fundiária. Abaixo do nível de elite, a ineficiência e a corrupção que existiam sob Carlos II eram tão generalizadas como sempre. As reformas iniciadas por Filipe V culminaram em reformas muito mais importantes de Carlos III. A economia, no geral, melhorou ao longo do meio século anterior, com maior produtividade e menos fomes e epidemias. O governo promoveu a indústria, a agricultura e a construção naval. Após a destruição da principal frota de prata em Vigo em 1702, a marinha foi reconstruída. No entanto, a nova frota ainda era muito pequena para sustentar o vasto império mundial.

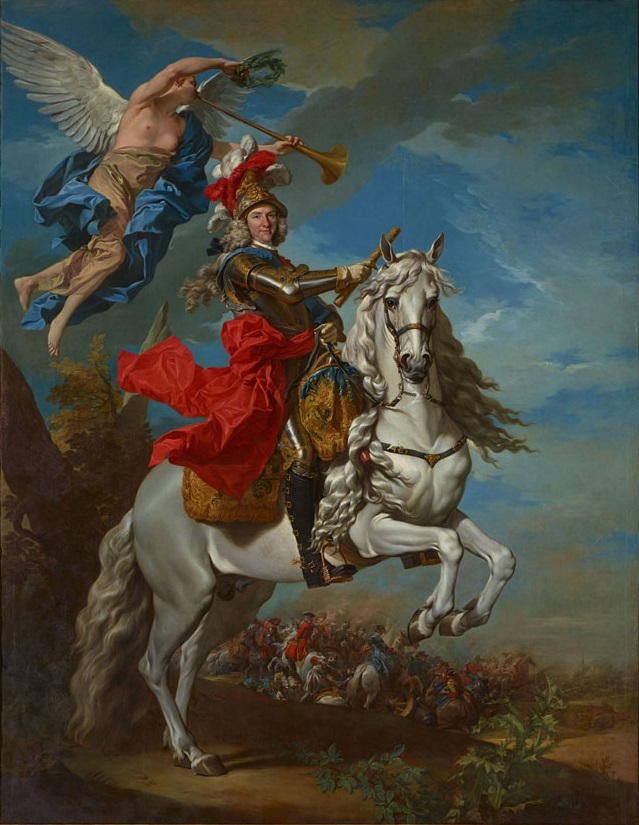
Filipe V a cavalo (Louis-Michel van Loo, c. 1737. No Palácio Real de La Granja de San Ildefonso

Nascido francês, o rei espanhol trouxe consigo para a Espanha diversos costumes e influências culturais da França, como a arte, a pintura, a arquitetura e a moda, contribuindo para a integração de estilos franceses às cortes e transformação do cenário artístico e social do país. Nas artes, Filipe V financiou a vinda dos pintores franceses Michel-Ange Houasse, Jean Ranc e Louis-Michel van Loo à Espanha para retratarem a família real e a nobreza espanhola. Na arquitetura, o rei mandou construir o Palácio de La Granja de San Ildefonso com inspiração francesa do palácio e jardins de Versalhes. Na esfera política, os Pactos de Família entre Espanha e França promoveram um intercâmbio significativo entre as duas nações ao longo de todo século XVIII.
Filipe V favoreceu e promoveu o comércio atlântico da Espanha com suas possessões norte-americanas, acabando com o monopólio de Sevilha no comércio colonial. Durante este comércio atlântico surgiram figuras importantes da história naval da Espanha, entre as quais se destaca o corsário Amaro Pargo. Filipe V apoiou frequentemente o corsário em suas incursões comerciais e concedeu-o uma ordem real dada no Palácio de El Pardo em setembro de 1714, na qual o nomeou capitão de um navio comercial com destino a Caracas. O monarca também intercedeu na libertação de Amaro durante sua detenção pela Casa de Contratação de Cádiz e autorizou-o a construir um navio com destino a Campeche, que fosse armado como um navio corsário.
Em 1740, Filipe influenciado pela bula In eminenti do Papa Clemente XII, promulgou um Édito contra a maçonaria.
A província das Novas Filipinas, que ocupava partes do atual estado do Texas, nos Estados Unidos, foi nomeada em 1716 em homenagem a Filipe.
Filipe V de Espanha foi interpretado pelo ator francês Lambert Wilson no filme franco-belga Troca de Rainhas (2017). Em 2021 o rei espanhol foi interpretado por Joan Carreras no seriado espanhol A Cozinheira de Castamar. Na série de televisão espanhola do Movistar Plus+, La vida breve (2025), Filipe foi interpretado pelo ator Javier Gutiérrez.

## Vida pessoal

### Primeiro casamento

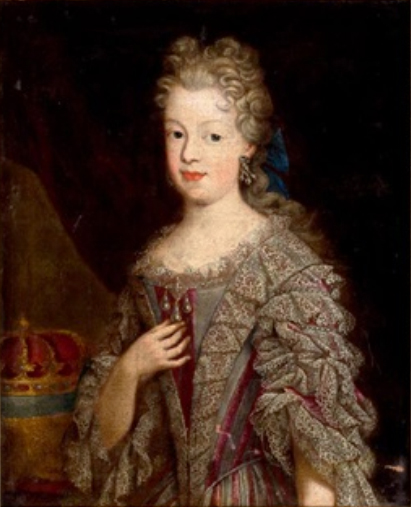
Maria Luísa

Em 2 de novembro de 1701, Filipe, com quase dezoito anos, casou-se com Maria Luísa de Saboia, de treze anos, escolhida por seu avô, o rei Luís XIV. Ela era filha de Vítor Amadeu II, duque de Saboia e de sua esposa Ana Maria de Orleães, prima de Filipe em segundo grau. O duque e a duquesa de Saboia também eram pais da princesa Maria Adelaide de Saboia, duquesa da Borgonha, cunhada de Filipe. Houve um casamento por procuração em Turim, capital do Ducado de Saboia, e outro presencial em Versalhes em 11 de setembro.
Maria Luísa provou ser muito popular como rainha da Espanha. Ela serviu como regente para seu marido em várias ocasiões. Seu mandato de maior sucesso foi quando Filipe estava viajando por seus domínios italianos por nove meses em 1702, quando ela tinha apenas catorze anos. Em 1714, Maria Luísa morreu aos vinte e seis anos de tuberculose, um golpe emocional devastador para seu marido.

### Segundo casamento

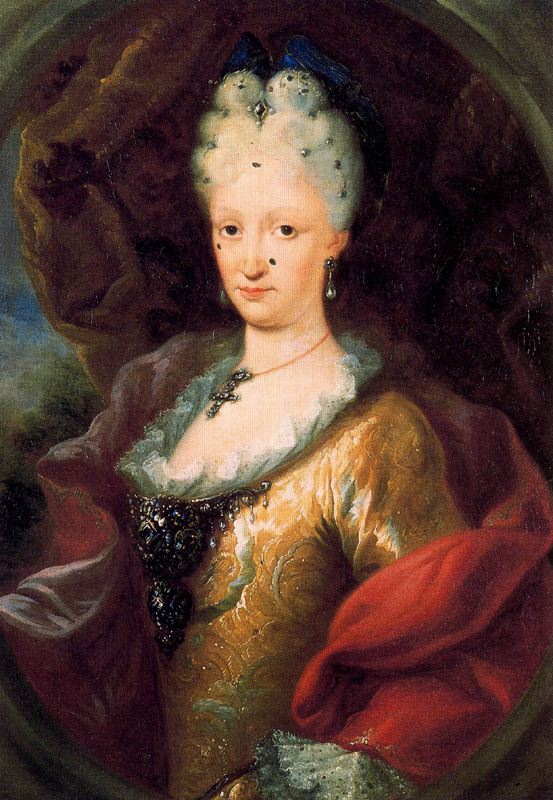
Isabel

Pouco depois da morte da rainha Maria Luísa em 1714, o rei decidiu se casar novamente. Sua segunda esposa foi Isabel Farnésio, filha de Eduardo Farnésio, príncipe hereditário de Parma e Doroteia Sofia de Neuburgo. Em 24 de dezembro de 1714, Isabel, na altura com vinte e dois anos, casou-se por procuração, em Parma, com Filipe, de trinta e um anos. O casamento foi arranjado pelo cardeal Giulio Alberoni, com a concordância da Princesa de Ursinos, a Camarera mayor de Palacio ("chefe da casa") do rei da Espanha.

### Saúde mental
O rei sofria de depressão grave e transtorno bipolar, com sintomas psicóticos como alucinações e delírio. Ele tinha crises que deixavam-no em um estado negligenciado, com higiene pessoal precária. Em certa ocasião, ele pensou que era um sapo e coaxava e pulava ao redor do Palácio de La Granja (o que lhe rendeu o apodo de "Rei Anfíbio"), bem como pensou que membros de seu corpo estavam faltando ou que ele estava morto. Ele também alucinava que estavam tentando envenená-lo e não trocou de roupa por dias. Por esse motivo, ele foi confinado em seus aposentos, sob constante monitoramento e com guardas para impedi-lo de escapar. A rainha Isabel Farnésio mantinha um controle rigoroso sobre sua saúde.

## Descendência

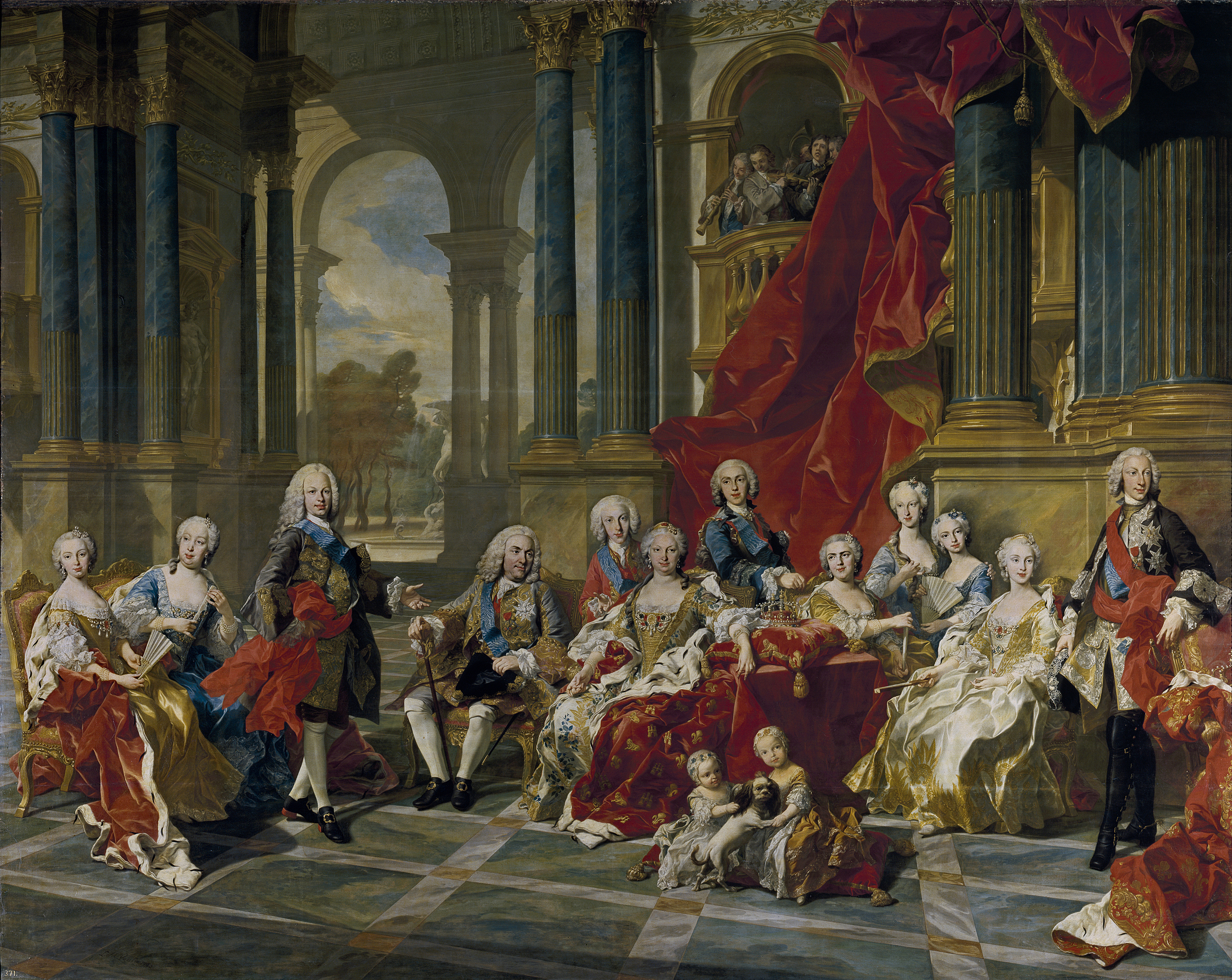
A Família de Filipe V, por Louis-Michel van Loo em 1743, no Museu do Prado. O Rei e sua segunda esposa, Isabel Farnésio, aparecem no centro da composição, cercados por seus descendentes, o futuro Fernando VI – filho do primeiro casamento do soberano – e Carlos III, ambos com suas respectivas esposas, Maria Bárbara de Bragança e Maria Amália da Saxônia, e todos os demais membros da família real que viviam na época, incluindo o Infante Luís, as Infantas Maria Teresa Rafaela e Maria Antônia, o Infante Filipe, sua esposa Luísa Isabel da França e filha Isabel e a Princesa do Brasil, na altura casada com José de Bragança, Príncipe do Brasil. O pintor imaginou um salão com espírito palaciano no estilo barroco romano, aberto para um jardim. O centro é a Rainha – que também foi Rainha na Corte e no Governo" – e a composição gira em torno dela, agrupando todos os seus descendentes diretos, com exceção da Princesa do Brasil que, talvez por sua distância da Corte e de sua nova pátria portuguesa, aparece ao lado de Maria Bárbara de Bragança. A obra, pelo valor genealógico que contém, evoca a organização característica de algumas pinturas de conversação holandesas, às quais a estética francesa não foi alheia, nas quais a família real aparece quase como uma "instituição pública".

| Nome                            | Nascimento             | Morte                  | Notas                                                              |
| ------------------------------- | ---------------------- | ---------------------- | ------------------------------------------------------------------ |
| Com Maria Luísa de Saboia       |                        |                        |                                                                    |
| Luís I de Espanha               | 25 de agosto de 1707   | 31 de agosto de 1724   | Casou-se com Luísa Isabel de Orleães, sem descendência.            |
| Filipe Luís de Espanha          | 2 de julho de 1709     | 18 de julho de 1709    |                                                                    |
| Filipe Pedro de Espanha         | 7 de junho de 1712     | 29 de dezembro de 1719 |                                                                    |
| Fernando VI de Espanha          | 23 de setembro de 1713 | 10 de agosto de 1759   | Casou-se com Maria Bárbara de Bragança, sem descendência.          |
| Com Isabel Farnésio             |                        |                        |                                                                    |
| Carlos III de Espanha           | 20 de janeiro de 1716  | 14 de dezembro de 1788 | Casou-se com Maria Amália da Saxônia, com descendência.            |
| Francisco de Espanha            | 21 de março de 1717    | 21 de abril de 1717    |                                                                    |
| Mariana Vitória de Espanha      | 31 de março de 1718    | 15 de janeiro de 1781  | Casou-se com José I de Portugal, com descendência.                 |
| Filipe, Duque de Parma          | 15 de março de 1720    | 18 de julho de 1765    | Casou-se com Luísa Isabel da França, com descendência.             |
| Maria Teresa Rafaela de Espanha | 11 de junho de 1726    | 22 de julho de 1746    | Casou-se com Luís, Delfim da França, com descendência.             |
| Luís, Conde de Chinchón         | 25 de julho de 1727    | 7 de agosto de 1785    | Casou-se com María Teresa de Vallabriga y Rozas, com descendência. |
| Maria Antônia de Espanha        | 17 de novembro de 1729 | 19 de setembro de 1785 | Casou-se com Vítor Amadeu III da Sardenha, com descendência.       |

## Títulos e estilos

Monograma real de Filipe

| Pariato | Pariato             | Inicio do Reinado      | Fim do Reinado         | Nome com que foi soberano |
| ------- | ------------------- | ---------------------- | ---------------------- | --- |
|         | Rei da Espanha      | 1 de novembro de 1700  | 9 de julho de 1746     | Filipe V (abdicou em 15 de janeiro de 1724 em favor de seu filho Luís I, entretanto com a morte deste em agosto de 1724, Filipe assumiu o trono novamente reinando até sua morte, sendo sucedido por Fernando VI). |
|         | Rei de Nápoles      | 1 de novembro de 1700  | 7 de março de 1714     | Filipe V |
|         | Rei da Sicília      | 1 de novembro de 1700  | 7 de março de 1714     | Filipe IV |
|         | Rei da Sardenha     | 1 de novembro de 1700  | 7 de março de 1714     | Filipe IV |
|         | Duque de Luxemburgo | 1 de novembro de 1700  | 1712                   | Filipe V |
|         | Duque de Milão      | 1 de novembro de 1700  | 24 de setembro de 1706 | Filipe IV |
|         | Duque de Anjou      | 19 de dezembro de 1683 | 1 de novembro de 1700  | Filipe |